# Sapintus aucklandensis
Sapintus aucklandensis is een keversoort uit de familie snoerhalskevers (Anthicidae). De wetenschappelijke naam van de soort is voor het eerst geldig gepubliceerd in 1995 door Werner & Chandler.